# ادی شیمول
ادی شیمول ((به انگلیسی: Eddie Shimwell) زادهٔ ۲۷ فوریه ۱۹۲۰ - درگذشته اکتبر ۱۹۸۸) بازیکن فوتبال اهل انگلستان بود که سابقهٔ بازی در تیم ملی فوتبال انگلستان را در کارنامهٔ خود دارد. وی در تاریخ ۱۳ مه ۱۹۴۹ تنها بازی ملی خود را در مقابل تیم ملی فوتبال سوئد انجام داد.